# 紀淑人
紀 淑人（き の よしと/よしひと）は、平安時代前期から中期にかけての貴族・歌人。中納言・紀長谷雄の次男。官位は従四位下・河内守。

## 経歴
左近衛将監・六位蔵人を経て、延喜13年（913年）従五位下に叙爵。のち醍醐朝では右兵衛佐・左衛門権佐と武官を務めた。
朱雀朝に入り、承平5年（935年）に河内守に任ぜられ地方官に転じる。翌承平6年（936年）正月に従四位下に叙されるが、不穏な動きを見せていた伊予国日振島の海賊を封じるため、同年5月に伊予守兼南海道追捕使に任じられ、瀬戸内へ下向した。淑人は前伊予守・藤原元名の一族で現地に土着化していた藤原純友を配下に迎え、海賊に田畑を与え農業に従事させるなどの投降策をとった。しかし、天慶2年（939年）純友は海賊と謀って反乱を起こしている（藤原純友の乱）。
その後も、天慶6年（943年）丹波守、天暦2年（948年）河内守に再任されるなど朱雀朝から村上朝にかけて地方官を歴任した。
勅撰歌人として、『古今和歌集』に和歌作品が1首採録されている。

## 官歴
注記のないものは『古今和歌集目録』による。
- 延喜9年（909年） 正月11日：左近衛将監。閏8月23日：蔵人
- 延喜11年（911年） 正月13日：兼備前権大掾
- 延喜13年（913年） 正月7日：従五位下（近衛労）
- 延喜21年（921年） 8月19日：右兵衛佐
- 延長3年（925年） 正月7日：従五位上。6月9日：左衛門権佐。6月16日：検非違使宣旨[2]
- 承平5年（935年） 正月23日：河内守
- 承平6年（936年） 正月7日：従四位下（依搦捕海賊也）。5月23日：伊予守。5月26日：南海道追捕使
- 天慶6年（943年） 2月26日：丹波守
- 天暦2年（948年） 正月30日：河内守
- 時期不詳：式部少輔[3]

## 紀淑人が登場する作品
- 『平安流風』桑山泰雄
- 『風と雲と虹と』 （1976年、NHK大河ドラマ、演：細川俊之）